# Нера (приток Тибра)
Не́ра (итал. Nera) — река в Центральной Италии, крупнейший приток Тибра. Впадает в Тибр с левой стороны. Длина реки составляет 116 км, площадь водосборного бассейна — 4280 км². Берёт начала на склоне горы Порке вблизи населённых пунктов Кастельсантанджело-суль-Нера и Виссо. Течёт на юго-запад. На Нере расположен город Терни. В устье притока реки Велино на Нере образуется водопад. Притоки: Корно (ит.), Велино и Вирги.
Средний расход воды — 168 м³/с.